# Адріан Унгур
Адріан Унгур (нар. 25 січня 1985) — колишній румунський тенісист.
Найвищу одиночну позицію світового рейтингу — 79 місце досяг 11 червня 2012, парну — 94 місце — 20 липня 2015 року.
Здобув 1 парний титул.
Найвищим досягненням на турнірах Великого шолома було 2 коло в одиночному розряді.
Завершив кар'єру 2018 року.

## Фінали турнірів ATP за кар'єру

### Парний розряд: 1 (1 перемога)
| Перемога – Легенда                          |
| ------------------------------------------- |
| Турніри Великого шолома (0–0)               |
| Фінали Світового туру ATP (0–0)             |
| Серія Мастерс 1000 Світового Туру ATP (0–0) |
| Серія 500 Світового туру ATP (0–0)          |
| Серія 250 Світового туру ATP (1–0)          |

| Титули за покриттям |
| ------------------- |
| Тверде (0–0)        |
| Ґрунт (1–0)         |
| Трава (0–0)         |
| Килим (0–0)         |

| Результат | В-П | Дата     | Турнір            | Рівень    | Покриття | Партнер      | Суперники                 | Рахунок           |
| --------- | --- | -------- | ----------------- | --------- | -------- | ------------ | ------------------------- | ----------------- |
| Перемога  | 1–0 | Кві 2015 | Бухарест, Румунія | Серія 250 | Ґрунт    | Маріус Копіл | Ніколас Монро Артем Сітак | 3–6, 7–5, [17–15] |

## Фінали ATP Челленджер і ITF Ф'ючерс

### Одиночний розряд: 36 (16–20)
| Легенда               |
| --------------------- |
| ATP Челленджер (9–14) |
| ITF Ф'ючерс (7–6)     |

| Фінали за покриттям |
| ------------------- |
| Тверде (0–1)        |
| Ґрунт (16–19)       |
| Трава (0–0)         |
| Килим (0–0)         |

| Результат | В-П   | Дата     | Турнір                 | Рівень     | Покриття | Суперник                | Рахунок                   |
| --------- | ----- | -------- | ---------------------- | ---------- | -------- | ----------------------- | ------------------------- |
| Перемога  | 1–0   | Тра 2004 | Румунія F1, Бухарест   | Ф'ючерс    | Ґрунт    | Адр'ян Кручат           | 6–2, 6–4                  |
| Перемога  | 2–0   | Чер 2004 | Румунія F7, Бухарест   | Ф'ючерс    | Ґрунт    | В'єкослав Скедерович    | 6–3, 6–4                  |
| Поразка   | 2–1   | Лип 2004 | Румунія F11, Бухарест  | Ф'ючерс    | Ґрунт    | Адр'ян Кручат           | 4–6, 4–6                  |
| Поразка   | 2–2   | Сер 2004 | Румунія F15, Бухарест  | Ф'ючерс    | Ґрунт    | Віктор Йоніце           | 4–6, 3–6                  |
| Перемога  | 3–2   | Бер 2005 | Італія F2, Рим         | Ф'ючерс    | Ґрунт    | Марко Нойтейбль         | 6–7(4–7), 6–3, 6–1        |
| Перемога  | 4–2   | Бер 2005 | Італія F3, Сиракуза    | Ф'ючерс    | Ґрунт    | Фабіо Фоніні            | 7–5, 1–6, 6–1             |
| Поразка   | 4–3   | Тра 2005 | Румунія F4, Бухарест   | Ф'ючерс    | Ґрунт    | Габр'єл Морару          | 6–4, 3–6, 3–6             |
| Перемога  | 5–3   | Чер 2005 | Румунія F5, Бухарест   | Ф'ючерс    | Ґрунт    | Карлес Поч Градін       | 6–2, 7–5                  |
| Перемога  | 6–3   | Чер 2005 | Румунія F7, Бухарест   | Ф'ючерс    | Ґрунт    | Віктор Крівой           | 6–3, 7–5                  |
| Поразка   | 6–4   | Тра 2006 | Рим, Італія            | Челленджер | Ґрунт    | Олівер Марах            | 6–4, 4–6, 5–7             |
| Поразка   | 6–5   | Лип 2006 | Констанца, Румунія     | Челленджер | Ґрунт    | Константінос Ікономідіс | 4–6, 4–6                  |
| Перемога  | 7–5   | Сер 2007 | Італія F28, Падуя      | Ф'ючерс    | Ґрунт    | Франческо Піккарі       | 7–6(7–2), 5–7, 6–4        |
| Поразка   | 7–6   | Вер 2007 | Тоді, Італія           | Челленджер | Ґрунт    | Стефано Гальвані        | 5–7, 2–6                  |
| Перемога  | 8–6   | Чер 2008 | Софія, Болгарія        | Челленджер | Ґрунт    | Франко Феррейро         | 6–3, 6–0                  |
| Поразка   | 8–7   | Чер 2008 | Констанца, Румунія     | Челленджер | Ґрунт    | Ніколя Девільдер        | 3–6, 7–6(7–5), 6–7(10–12) |
| Поразка   | 8–8   | Лип 2009 | Італія F18, Карпі      | Ф'ючерс    | Ґрунт    | Франческо Альді         | 1–6, 6–7(1–7)             |
| Поразка   | 8–9   | Сер 2009 | Італія F24, Падуя      | Ф'ючерс    | Ґрунт    | Стефано Гальвані        | 7–6(7–5), 2–6, 0–6        |
| Поразка   | 8–10  | Вер 2009 | Тоді, Італія           | Челленджер | Ґрунт    | Зімон Гройль            | 6–2, 1–6, 6–7(6–8)        |
| Перемога  | 9–10  | Вер 2009 | Палермо, Італія        | Челленджер | Ґрунт    | Альберт Рамос Віньолас  | 6–4, 6–4                  |
| Перемога  | 10–10 | Лип 2011 | Сан-Бенедетто, Італія  | Челленджер | Ґрунт    | Стефано Гальвані        | 7–5, 6–2                  |
| Перемога  | 11–10 | Сер 2011 | Манербіо, Італія       | Челленджер | Ґрунт    | Петер Гойовчик          | 4–6, 7–6(7–4), 6–2        |
| Поразка   | 11–11 | Жов 2011 | Палермо, Італія        | Челленджер | Ґрунт    | Карлос Берлок           | 1–6, 1–6                  |
| Поразка   | 11–12 | Січ 2012 | Bucamaranga, Колумбія  | Челленджер | Ґрунт    | Вейн Одеснік            | 1–6, 6–7(4–7)             |
| Поразка   | 11–13 | Лют 2012 | Мекнес, Марокко        | Челленджер | Ґрунт    | Євген Донской           | 1–6, 3–6                  |
| Поразка   | 11–14 | Бер 2012 | Марракеш, Марокко      | Челленджер | Ґрунт    | Мартін Кліжан           | 6–3, 3–6, 0–6             |
| Перемога  | 12–14 | Сер 2012 | Сібіу, Румунія         | Челленджер | Ґрунт    | Віктор Генеску          | 6–4, 7–6(7–1)             |
| Поразка   | 12–15 | Вер 2012 | Брашов, Румунія        | Челленджер | Ґрунт    | Андреас Гайдер-Маурер   | 6–3, 5–7, 2–6             |
| Поразка   | 12–16 | Вер 2012 | Трнава, Словаччина     | Челленджер | Ґрунт    | Андрій Кузнєцов         | 3–6, 3–6                  |
| Поразка   | 12–17 | Гру 2012 | Сан-Паулу, Бразилія    | Челленджер | Тверде   | Гідо Пелья              | 3–6, 7–6(7–4), 6–7(4–7)   |
| Перемога  | 13–17 | Тра 2013 | Туніс (місто), Туніс   | Челленджер | Ґрунт    | Дієго Шварцман          | 4–6, 6–0, 6–2             |
| Перемога  | 14–17 | Чер 2013 | Арад, Румунія          | Челленджер | Ґрунт    | Маріус Копіл            | 6–4, 7–6(7–3)             |
| Поразка   | 14–18 | Вер 2013 | Трнава, Словаччина     | Челленджер | Ґрунт    | Юліан Райстер           | 6–7(3–7), 3–6             |
| Перемога  | 15–18 | Сер 2014 | Сан-Марино, Сан-Марино | Челленджер | Ґрунт    | Антоніо Веїч            | 6–1, 6–0                  |
| Поразка   | 15–19 | Сер 2015 | Корденонс, Італія      | Челленджер | Ґрунт    | Філіп Країнович         | 7–5, 4–6, 1–4 ret.        |
| Перемога  | 16–19 | Вер 2015 | Сібіу, Румунія         | Челленджер | Ґрунт    | Пере Ріба               | 6–4, 3–6, 7–5             |
| Поразка   | 16–20 | Сер 2017 | Румунія F8, Пітешть    | Ф'ючерс    | Ґрунт    | Ернан Касанова          | 6–7(1–7), 3–6             |

### Парний розряд: 10 (6–4)
| Легенда              |
| -------------------- |
| ATP Челленджер (6–4) |
| ITF Ф'ючерс (0–0)    |

| Фінали за покриттям |
| ------------------- |
| Тверде (0–0)        |
| Ґрунт (6–4)         |
| Трава (0–0)         |
| Килим (0–0)         |

| Результат | В-П | Дата     | Турнір                 | Рівень     | Покриття | Партнер           | Суперники                             | Рахунок               |
| --------- | --- | -------- | ---------------------- | ---------- | -------- | ----------------- | ------------------------------------- | --------------------- |
| Перемога  | 1–0 | Сер 2006 | Манербіо, Італія       | Челленджер | Ґрунт    | Габр'єл Морару    | Міхал Пшисєнжний Федеріко Торрезі     | 6–3, 6–3              |
| Перемога  | 2–0 | Лип 2010 | Ріміні, Італія         | Челленджер | Ґрунт    | Джуліо Ді Мео     | Хуан Пабло Бжезіцькі Александер Пея   | 7–6(8–6), 3–6, [10–7] |
| Поразка   | 2–1 | Бер 2011 | Кальтаніссетта, Італія | Челленджер | Ґрунт    | Даніеле Джорджині | Даніеле Браччалі Сімоне Ваньйоцці     | 6–3, 6–7(2–7), [7–10] |
| Поразка   | 2–2 | Сер 2014 | Сан-Марино, Сан-Марино | Челленджер | Ґрунт    | Франко Шкугор     | Раду Албот Енріке Лопес Перес         | 4–6, 1–6              |
| Перемога  | 3–2 | Сер 2014 | Корденонс, Італія      | Челленджер | Ґрунт    | Потіто Стараче    | Франтішек Чермак Лукаш Длоуги         | 6–2, 6–4              |
| Перемога  | 4–2 | Вер 2014 | Брашов, Румунія        | Челленджер | Ґрунт    | Даніеле Джорджині | Аслан Карацев Валерій Руднєв          | 4–6, 7–6(7–4), [10–1] |
| Перемога  | 5–2 | Вер 2014 | Сібіу, Румунія         | Челленджер | Ґрунт    | Потіто Стараче    | Александру-Даньєл Карпен Маріус Копіл | 7–5, 6–2              |
| Перемога  | 6–2 | Січ 2015 | Касабланка, Марокко    | Челленджер | Ґрунт    | Лауринас Грігеліс | Флавіо Чіполла Алессандро Мотті       | 3–6, 6–2, [10–5]      |
| Поразка   | 6–3 | Вер 2015 | Алфен, Нідерланди      | Челленджер | Ґрунт    | Віктор Генеску    | Тобіас Камке Ян-Леннард Штруфф        | 6–7(1–7), 6–3, [7–10] |
| Поразка   | 6–4 | Лип 2017 | Сан-Бенедетто, Італія  | Челленджер | Ґрунт    | Флавіо Чіполла    | Поль Толедо Баге Carlos Taberner      | 5–7, 4–6              |

## Часовий графік результатів
| W | Ф | ПФ | ЧФ | #Р | КТ | К# | P# | DNQ | A | Z# | PO | G | S | B | NMS | NTI | P | NH |

### Одиночний розряд
| Турніри Великого шлему                 |     |     |     |              |              |              |     |              |              |              |     |       |     |     |
| Відкритий чемпіонат Австралії з тенісу | К1р | К1р | К1р |              |              | К1р          |     | 1р           |              |              |     | 0 / 1 | 0–1 | 0%  |
| Відкритий чемпіонат Франції з тенісу   |     | К2р | К2р | К1р          | К1р          | К2р          | 2р  | К3р          | К1р          | К1р          | 1р  | 0 / 2 | 1–2 | 33% |
| Вімблдонський турнір                   |     |     |     | К1р          |              | К1р          | 1р  | 1р           |              | К1р          | К1р | 0 / 2 | 0–2 | 0%  |
| Відкритий чемпіонат США з тенісу       |     |     | К1р |              | К1р          |              | 1р  | 1р           |              |              |     | 0 / 2 | 0–2 | 0%  |
| В-П                                    | 0–0 | 0–0 | 0–0 | 0–0          | 0–0          | 0–0          | 1–3 | 0–3          | 0–0          | 0–0          | 0–1 | 0 / 7 | 1–7 | 13% |
| Виступи за країну                      |     |     |     |              |              |              |     |              |              |              |     |       |     |     |
| Літні Олімпійські ігри                 | NH  | NH  |     | Не проводили | Не проводили | Не проводили | 1р  | Не проводили | Не проводили | Не проводили |     | 0 / 1 | 0–1 | 0%  |
| Тур ATP Мастерс 1000                   |     |     |     |              |              |              |     |              |              |              |     |       |     |     |
| Індіан-Веллс                           |     |     |     |              |              |              |     | 1р           |              |              |     | 0 / 0 | 0–0 | –   |
| Відкритий чемпіонат Маямі з тенісу     |     |     |     |              |              |              |     | К1р          |              |              |     | 0 / 0 | 0–0 | –   |
| Монте-Карло                            |     |     |     |              |              |              | К2р |              |              |              | К1р | 0 / 0 | 0–0 | –   |
| Рим                                    |     |     |     |              |              |              | 1р  | К1р          |              |              |     | 0 / 1 | 0–1 | 0%  |
| Мадрид                                 |     |     |     |              |              |              | К1р |              |              |              |     | 0 / 0 | 0–0 | –   |
| В-П                                    | 0–0 | 0–0 | 0–0 | 0–0          | 0–0          | 0–0          | 0–1 | 0–0          | 0–0          | 0–0          | 0–0 | 0 / 1 | 0–1 | 0%  |

## Кубок Девіса

### Результати в одиночному розряді (5–3)
| Розіграш                        | Раунд    | Дата               | Супротивник                            | Покриття                 | Суперник           | Win/Lose | Результат                    |
| ------------------------------- | -------- | ------------------ | -------------------------------------- | ------------------------ | ------------------ | -------- | ---------------------------- |
| Група I зони Європа/Африка 2010 | ЧФ       | 7–8 травня 2010    | Збірна України з тенісу в Кубку Девіса | Ґрунтовий корт           | Сергій Стаховський | Lose     | 2–6, 7–6(7–3), 5–7, 5–7      |
| Світова група play-offs 2010    | Play-off | 17–19 вересня 2010 | Ecuador                                | Ґрунтовий корт           | Джованні Лапентті  | Перемога | 6–7(2–7), 4–6, 6–3, 6–4, 6–1 |
| Світова група play-offs 2010    | Play-off | 17–19 вересня 2010 | Ecuador                                | Ґрунтовий корт           | Emilio Gómez       | Перемога | 6–3, 6–4                     |
| Світова група 2011              | 1р       | 4–6 березня 2011   | Argentina                              | Ґрунтовий корт           | Давід Налбандян    | Lose     | 3–6, 2–6, 7–5, 4–6           |
| Світова група 2011              | 1р       | 4–6 березня 2011   | Argentina                              | Ґрунтовий корт           | Хуан Монако        | Перемога | 6–4, 2–6, 6–3                |
| Світова група play-offs 2011    | Play-off | 16–18 вересня 2011 | Чехія                                  | Ґрунтовий корт           | Радек Штепанек     | Lose     | 3–6, 2–6, 0–6                |
| Група I зони Європа/Африка 2013 | 1р       | 1–3 лютого 2013    | Данія                                  | Корт з твердим покриттям | Мартін Педерсен    | Перемога | 6–2, 7–6(7–3), 4–6, 4–6, 6–2 |
| Група I зони Європа/Африка 2013 | 1р       | 1–3 лютого 2013    | Данія                                  | Корт з твердим покриттям | Томас Кроманн      | Перемога | 6–3, 6–4                     |